# 芝田裕美
芝田 裕美（しばた ひろみ、1961年12月1日 - ）は、日本の政治家。千葉県鎌ケ谷市長（2期）。元鎌ケ谷市議会議員（5期）。

## 来歴
千葉県東葛飾郡鎌ケ谷町（現・鎌ケ谷市）生まれ。鎌ケ谷市立鎌ケ谷小学校、鎌ケ谷市立鎌ケ谷中学校、千葉県立松戸南高等学校卒業。1982年（昭和57年）、音響技術専門学院（現・音響芸術専門学校）卒業。
1983年（昭和58年）から1985年（昭和60年）までセントラルファイナンスに勤務。
2002年（平成14年）5月30日、井上裕参議院議員の政策秘書らによる入札妨害事件にからみ、鎌ケ谷市長の皆川圭一郎が収賄容疑で逮捕。皆川の辞職に伴い7月28日に行われた市長選挙で元外務官僚の清水聖士の陣営に入り、選挙を手伝った（清水は初当選）。
2003年（平成15年）、鎌ケ谷市議会議員選挙に立候補し初当選した。2019年（平成31年）、5期目の当選を果たす。在職中、鎌ケ谷市議会初の女性議長に就任した。
2021年（令和3年）4月7日、鎌ケ谷市長の清水聖士が第49回衆議院議員総選挙に日本維新の会公認で千葉13区より立候補することを表明。清水は6月10日付で辞職。6月11日、芝田は記者会見し、清水の辞職に伴う市長選挙に立候補する意向を表明。
同年7月18日に行われた市長選挙で、元市議の徳野涼、立憲民主党系・共産党系の市議から支援を受けた元県議の藤代政夫、弁護士の熊谷貴宏らを破り初当選した。
※当日有権者数：91,908人 最終投票率：37.70%（前回比：＋4.28pts）
| 候補者名 | 年齢 | 所属党派 | 新旧別 | 得票数   | 得票率 | 推薦・支持 |
| -------- | ---- | -------- | ------ | -------- | ------ | ---------- |
| 芝田裕美 | 59   | 無所属   | 新     | 12,996票 | 37.96% |            |
| 徳野涼   | 28   | 無所属   | 新     | 9,509票  | 27.77% |            |
| 藤代政夫 | 73   | 無所属   | 新     | 7,630票  | 22.28% |            |
| 熊谷貴宏 | 45   | 無所属   | 新     | 4,105票  | 11.99% |            |

2025年6月22日に行われた市長選挙では新人の岩波初美との一騎打ちを制し再選。